# Колобантус
Колобантус (лат. Colobanthus; от др.-греч. κολοβός, kolobos — укороченный и ἄνθος, anthos — цветок) — род растений семейства Гвоздичные (Caryophyllaceae), распространённый в умеренном климате Южной Америки, Австралии, Новой Зеландии, Антарктиды, южных островов Тихого океана и в Андах на север до Мексики.

## Ботаническое описание
Голые, часто сильно дернистые, многолетние травы, обычно с выраженным стержневым корнем. Листья узкие, сросшиеся у основания.
Цветки одиночные, конечные. Чашелистиков 4—5 (6), часто капюшоновидные, остающиеся; лепестки отсутствуют. Тычинок 4—5 (6), чередующиеся с чашелистиками. Завязь одногнёздная; рылец 4—5 (6), свободных. Коробочка открывается 4—5 (6) клапанами. Семена многочисленные, более или менее почковидные, красно-коричневые; зародыш крючковидный или подковообразный. 2n = около 80.

## Виды
Род включает 24 вида:
- Colobanthus acicularis Hook.f.
- Colobanthus affinis (Hook.) Hook.f.
- Colobanthus apetalus (Labill.) Druce
- Colobanthus bolivianus Pax
- Colobanthus brevisepalus Kirk
- Colobanthus buchananii Kirk
- Colobanthus caespitosus Colenso
- Colobanthus canaliculatus Kirk
- Colobanthus curtisiae J.G.West
- Colobanthus hookeri Cheeseman
- Colobanthus kerguelensis Hook.f.
- Colobanthus lycopodoides Griseb.
- Colobanthus masonae L.B.Moore
- Colobanthus monticola Petrie
- Colobanthus muelleri Kirk
- Colobanthus muscoides Hook.f.
- Colobanthus nivicola M.Gray
- Colobanthus pulvinatus F.Muell.
- Colobanthus quitensis (Kunth) Bartl. typus[1] — Колобантус кито
- Colobanthus repens Colenso
- Colobanthus squarrosus Cheeseman
- Colobanthus strictus (Cheeseman) Cheeseman
- Colobanthus subulatus (d'Urv.) Hook.f.
- Colobanthus wallii Petrie